# Biyan Lu
Das Biyan Lu (Bi-Yän-Lu, chinesisch 碧巖錄 / 碧岩录, Pinyin Bìyán lù, W.-G. Pi-yen lu; jap. 碧巌録, Hekiganroku; dt. etwa Aufzeichnungen vom türkisblauen Felsen) ist eine Sammlung von 100 Gong-ans (jap. Kōans) in 10 Faszikeln aus der Blütezeit des chinesischen Chan-Buddhismus in der Song-Dynastie.
Das Werk, dessen Name sich vom Tempelkloster Bìyán Yuàn (碧巖院) in Hunan ableitet, wo Yuanwu Keqin (1063–1135) die meisten seiner Kommentare schrieb, gilt bis heute als philosophisch und sprachlich anspruchsvollster Klassiker der Zen-Literatur.

## Inhalt
Grundlage bilden die 100 „Beispiele“ von Begegnungsdialogen, die vom Yunmen-Mönch Xuedou Chongxian (980–1052) ausgewählt und mit eigenen Versen versehen wurden; Hauptquelle waren mit 82 Beispielen die Aufzeichnungen von der Übertragung der Leuchte aus der Ära Jingde (Jǐngdé Chuándēng lù).
Yuanwu schuf für das Biyan Lu eine neue Stufe der Chan-Literatur: Nach seinen kurzen Einführungen (chuishi, 垂示) durchsetzte er die überlieferten Gong-an/Kōan-Texte (benze, 本則) mit knappen Bemerkungen, kommentierte sie anschließend ausführlich (pingchang, 評唱), durchsetzte dann wiederum Xuedous Verskommentare (song, 頌) und kommentierte auch diese, jeweils in scharf ironischer, oft scheinbar irreführender Art.
Die Sammlung beginnt mit der legendären Begegnung des ersten Chan-Patriarchen, Bodhidharma, mit dem wichtigen Förderer des Buddhismus in China, Kaiser Wu Di von Liang (464–549), wo es u. a. heißt: „Wu-Di von Liang fragte den Großmeister Bodhidharma: Welches ist der höchste Sinn der Heiligen Wahrheit? Bodhidharma sagte: Offene Weite – nichts von heilig.“ (Übers. W. Gundert)
Von den mehr als 50 in den Gong-ans/Kōans zitierten Meistern erscheint Yunmen Wenyen am häufigsten; sein „Tag um Tag ist guter Tag“ wurde zu einem in Ostasien bis heute gebräuchlichen Sprichwort. In den Kommentaren werden außerdem Bezüge z. B. zu Chan-Patriarchen wie Jianzhi Sengcan und Dajian Huineng (hier auch als „Pilger Lu“ bezeichnet) hergestellt.
Yuanwus direkter Nachfolger, Dahui Zonggao (1089–1163) ließ das Werk jedoch samt Druckstöcken vernichten, um eine Schriftengläubigkeit der Mönche zu verhindern. Bei einer späteren Rekonstruktion gingen aufgrund des nur noch unvollständigen Quellenmaterials einige der Sätze Yuanwus und möglicherweise auch Passagen Xuedous verloren. Erst 1300–1317 wurde eine rekonstruierte Fassung neu herausgegeben, die ein Laie zusammengestellt hatte.
Dōgen Zenji, der die Caodong-Schule (Cáodòng zōng) des Chan 1227 nach als Japan brachte, führte das Werk mittels einer eigenen handschriftlichen Kopie in den von ihm begründeten Soto-Zen ein. Es wurde ab der Muromachi-Periode (1336–1573), inzwischen wieder in gedruckter Fassung, zu einem zentralen Text im japanischen Zen.
Die bekannteste deutsche Übersetzung unter dem Titel Bi-Yän-Lu – Niederschrift von der Smaragdenen Felswand stammt von Wilhelm Gundert und umfasst die Kōans 1–68; sie erschien 1960–1973. Die erste vollständige Originalübertragung ins Deutsche wurde 1999 von Ernst Schwarz veröffentlicht; sie unterschied sich deutlich von der Gunderts. Beide Interpreten des subtilen chinesischen Textes lebten jahrzehntelang in Japan bzw. China, was ihnen ein vielseitiges Studium des traditionellen Buddhismus in Sprache, Literatur und Kultur ermöglichte; sie betonten trotzdem die außerordentlichen Hürden dieses Textes.
Schwarz erläuterte das Wesen des Werkes wie folgt: „Die ersten großen Meister des Zen-Buddhismus hielten sich im Wesentlichen an den Grundsatz, Wort und Schrift in der Weitergabe der Lehre möglichst zu vermeiden. Gebrauchten sie doch Worte im Umgang mit den Schülern, so waren es nicht Worte des alltäglichen Gesprächsstils, Sätze, wie sie täglich und überall zu hören waren, sondern Worte und Sätze, die in ihrer Ungewohntheit verwirrten, vor den Kopf stießen und damit zu aufmerksamem Nachdenken zwangen.“

„Kein Schrifttum soll errichtet werden.

Gelehrt sei außerhalb der Lehre.

Trefft gradewegs des Menschen Herz.

Zum Buddha wird, wer so sein Wesen fand.“

(Übers. E. Schwarz)